# Gmina Ropczyce
Die Gmina Ropczyce ist eine Stadt-und-Land-Gemeinde im Powiat Ropczycko-Sędziszowski der Woiwodschaft Karpatenvorland in Polen. Sitz des Powiats und der Gemeinde ist die gleichnamige Stadt mit etwa 15.750 Einwohnern.

## Geografie
Die Gemeinde liegt 110 km östlich von Krakau sowie 20 km westlich von Rzeszów. Zu den Gewässern gehört der Fluss Wielopolka. Die Gemeinde hat eine Flächenausdehnung von 139 km², davon werden 73 % land- und 16 % forstwirtschaftlich genutzt.

## Geschichte
Von 1975 bis 1998 gehörte die Gemeinde zur Woiwodschaft Rzeszów.

### Partnerstädte
- Ochsenfurt in Deutschland
- Busk in der Ukraine
- Stropkov in der Slowakei
- Lokeren in Belgien

## Gliederung
Zur Stadt-und-Land-Gemeinde (gmina miejsko-wiejska) Ropczyce gehören neben der namensgebenden Stadt folgende Schulzenämter (sołectwa).
| - Brzezówka - Gnojnica Dolna - Gnojnica Wola - Lubzina | - Łączki Kucharskie - Mała - Niedźwiada - Okonin |

## Verkehr
Durch den Norden der Landgemeinde verläuft die Droga krajowa 4 (DK 4) und wird in Ropczyce von der Woiwodschaftsstraße 986 (DW 986) gekreuzt. 
Ropczyce liegt an der Bahnstrecke Wien–Lemberg. Der Flughafen Rzeszów-Jasionka ist 30 km entfernt.